# Стивън Бочко
Стивън Бочко (на английски: Steven Bochco) е американски телевизионен продуцент, сценарист и писател на произведения в жанра трилър. В България е известен като Стивън Боко.

## Биография и творчество
Стивън Роналд Бочко е роден на 16 декември 1943 г. в Ню Йорк, САЩ, в артистично еврейско семейство – майка му Мими е художник, а баща му Рудолф – виолонист. Сестра му е актрисата Йоана Франк. Учи в гимназия за музика и изкуство в Манхатън. През 1961 г. се записва за писане на сценарии и театър в Техническия университет Карнеги в Питсбърг и през 1966 г. завършва с бакалавърска степен по театрално изкуство. По-късно получава магистърска степен по творческо писане.
След дипломирането си започва работа в „Universal Studios“ като писател, а след това и като редактор продукциите за Ironside, Columbo, McMillan и Wife, както и за Delvecchio и The Invisible Man. Също прави филми и пише сценарии за филмите „The Counterfeit Killer“, „Silent Running“ и „Double Indemnity“.
През 1978 г. напуска „Universal Studios“ и започва да работи за „MTM Enterprises“, където има по-големи възможности. Първият му работа там е полицейската драма „Париж“ с участието на Джеймс Ърл Джоунс. Постига най-голям успех за NBC с политическата драма „Hill Street Blues“, където в периода 1981 – 1987 г. работи като съавтор, сценарист и продуцент. Сериалът има добри оценки от критиката, множество номинации и награди „Еми“ и награди „Едгар“ за най-добър епизод, но не носи големи печалби. През 1985 г. е освободен от „MTM“ след провала на „Bay City Blues“ и се мести в „20th Century Fox“. Там постига голям успех със сериала „L.A. Law“ в периода 1986 – 1994 г.
През 1987 г., след сделка с American Broadcasting Company, създава собствена продуцентска компания – „Steven Bochco Productions“.
Като сценарист и продуцент печели репутация като създател на нова формула за полицейско шоу с „Hill Street Blues“ и „NYPD Blue“, въвеждайки повече реализъм, работа в екип, интересни истории за човешко обвързване и противопоставяне, многостранност на сюжета, конкурентност в работата на актьорите за представяне на най-добра игра.
След това сключва договор със CBS и продуцира „Бруклин Юг“ и „Градът на ангелите“. От 2000 г. до 2004 г. се обединява с „Paramount Network Television“, за да създаде и продуцира филми и полицейските телевизионни сериали „Philly“ и „Blind Justice“.
През юли 2005 г. Steven Bochco Productions стартира първото си кабелно начинание на FX с оценения от критиката военен сериал „Over There“ за живота на войниците и семействата, които нетърпеливо чакат завръщането им.
През 2003 г. е издаден трилърът му „Воайорът“. Главният герой, сценаристът Боби Нюман, шпионира съседите си в Холивуд през скъп електронен телескоп и случайно вижда импулсивно убийство. Решава да запази тайна и да опише видяното за следващия си кинохит. Сближава се следователя Денис Фарентино, което е и най-голямата му грешка. Напрегнатият сюжет на романа е изпълнен черен хумор.
Стивън Бочко има няколко брака. От втората си съпруга, актрисата Барбара Босон, има две деца.
Стивън Бочко умира от левкемия на 1 април 2018 г. в Лос Анджелис, Калифорния.

## Произведения

### Филмография, сценарии и продуцентска дейност
- 1968 The Counterfeit Killer
- 1969 – 1973 The Bold Ones: The New Doctors – ТВ сериал, 45 епизода
- 1970 The Name of the Game – ТВ сериал, 1 епизод
- 1971 – 1990 Коломбо, Columbo – ТВ сериал, 7 епизода
- 1972 Безмълвно пътешествие, Silent Running
- 1972 Lieutenant Schuster's Wife – ТВ филм
- 1973 Griff – ТВ сериал, 1 епизод
- 1973 Двойна застраховка, Double Indemnity – ТВ филм
- 1975 – 1976 The Invisible Man – ТВ сериал, 13 епизода
- 1976 Richie Brockelman: The Missing 24 Hours – ТВ филм
- 1976 Gemini Man – ТВ минисериал, 4 епизода
- 1976 Riding with Death – ТВ филм по сериала
- 1976 – 1977 Delvecchio – ТВ сериал, 8 епизода
- 1974 – 1977 McMillan & Wife – ТВ сериал, 3 епизода
- 1978 Richie Brockelman, Private Eye – ТВ сериал, 6 епизода
- 1978 Operating Room – ТВ филм
- 1979 The White Shadow – ТВ сериал, 1 епизод
- 1979 Turnabout – ТВ сериал, 6 епизода
- 1979 Vampire – ТВ филм
- 1979 – 1980 Paris – ТВ сериал, 13 епизода
- 1986 The Twilight Zone – ТВ сериал, 8 епизода
- 1981 – 1987 Hill Street Blues – ТВ сериал, 144 епизода
- 1986 – 1994 L.A. Law – ТВ сериал, 171 епизода
- 1987 – 1989 Hooperman – ТВ сериал, 42 епизода
- 1989 – 1993 Doogie Howser, M.D. – ТВ сериал, 97 епизода
- 1990 Cop Rock – ТВ сериал, 11 епизода
- 1991 L.A. Law 100th Episode Celebration – ТВ филм
- 1991 – 1993 Civil Wars – ТВ сериал, 36 епизода
- 1992 – 1995 Capitol Critters – ТВ сериал, 13 епизода
- 1993 – 2005 NYPD Blue – ТВ сериал, 261 епизода
- 1996 Public Morals – ТВ сериал, 13 епизода
- 1997 Murder One: Diary of a Serial Killer – ТВ минисериал, 6 епизода
- 1997 Murder One – ТВ сериал, 41 епизода
- 1997 Total Security – ТВ сериал, идея
- 1997 – 1998 Brooklyn South – ТВ сериал, 22 епизода
- 2000 City of Angels – ТВ сериал, 24 епизода
- 2002 L.A. Law: The Movie – ТВ филм по сериала
- 2001 – 2002 Philly – ТВ сериал, 22 епизода
- 2004 NYPD 2069 – ТВ филм
- 2005 Blind Justice – ТВ сериал, 13 епизода
- 2005 Over There – ТВ сериал, 12 епизода
- 2005 – 2006 Commander in Chief – ТВ сериал, 5 епизода
- 2008 – 2009 Raising the Bar – ТВ сериал, 25 епизода
- 2014 – 2016 Murder in the First – ТВ сериал, 32 епизода

### Самостоятелни романи
- Death by Hollywood (2003)
Воайорът, изд.: ИК „Бард“, София (2005), прев. Емилия Масларова

### Документалистика
- Truth is a Total Defense: My Fifty Years in Television (2016)